# Ningen Sikkaku
A Ningen Sikkaku (人間失格) Dazai Oszamu(太宰治) kisregénye, mely a Villon felesége (Vijon no Cuma, ヴィヨンの妻), Fuss, Melosz (Hasire Meroszu, 走れメロス) és a Hanyatló nap (Sajó, 斜陽) mellett, egyik legsikeresebb alkotása.
1948 márciusában kezdte írni, majd május 12-én fejezte be, ezt követően körülbelül egy hónapra rá, június 13-án Jamazaki Tomiével a Tamagavai vízvezetékbe vetette magát. Még ebben az évben, a Tenbó (展望) című lap, júniustól egészen augusztusig, háromszor is kiadta Dazai művét. Ezen felül július 25-én a Csikuma Sobó kiadóval közösen kiadták rövid, Viszlát (Guddo bai, グッド・バイ) című művével együtt.
A mások előtt magát mindig viccesnek, szórakoztatónak mutató, de valódi természetét felfedni nem képes férfi életét (gyermekkorától egészen felnőttkoráig), a férfi szemszögéből írja le. Ez a hőstípus ezelőtt egyetlen egyszer jelent meg, egyik korai művében (Dóke no hana, 道化の華)
A háború után a Sincsó Bunko által kiadott verzióban 6,7 millió példánnyal áttörést ért el. Ez évtizedekig vetekedett Nacume Szószeki Kokoro (こころ) című művével.
A regény angol címe No longer Human, melyet magyarul Többé nem embernek fordítanak. Viszont, mivel nem jelent meg magyar nyelvű fordítása, az eredeti címet nézve az Embernek alkalmatlanként is lehetne fordítani.

## Háttér
Mivel Dazai öngyilkosságot követett el július 13-án, és a Viszlát című művét nem fejezte be teljesen, ezért Ningen Sikkakure posztumusz műveként gondoltak, de mivel legutoljára született műve a Viszlát, így utolsó befejezett műveként tartják számon a Ningen Sikkakut.
Habár ebben a regényben vannak kitaláltnak tűnő elemek is, a főhős gyermekkori meséi alapján arra is lehet következtetni, hogy Dazai életét írja le, ezért önéletrajzi regénynek gondolják. Dazai öngyilkossága miatt azonban sok olyan rész van, amelyről nem tudni valóságosak-e.
Végül elfogadták posztumusznak a regényt, és sokáig úgy hitték, hogy egy utolsó erős indíttatás miatt született a mű. Ezt az elméletet azonban megcáfolni látszik, hogy a gyászoló család 1998 május 23-án talált egy fordulópontot, egy B5 verzióban, 157 oldalon 200 írásjegyben íródott vázlatot. Ebben a vázlatban a szavak egyesével kiemelve alaposan ki voltak dolgozva, a tartalmon is meglátszott a részletes, aprólékos munka, de emellett is sok kitalált elem jegye tükröződik benne. A Sincsó 1998-as évi júliusi számában közölték az eredeti kéziratot.

## Történet
A regény folyamán a főszereplő, Óba Jozó (大庭葉蔵) által elmesélt történeteket olvashatjuk. „Első jegyzet” (Daiicsi no suki, 第一の手記), „Második jegyzet” ( Daini no suki, 第二の手記), „Harmadik jegyzet” (Daiszan no suki, 第三の手記), ezen kívül a regény elején egy Előszó (Hasigaki, はしがき), a végén pedig egy Utószó (Atogaki ,あとがき) található, melyekben feltehetőleg Dazai maga jelenik meg, mint külső mesélő.  Ezeket a fejezeteket végig az Én (Vatasi 私) kifejezést használva írja le. Eredetileg, az Első jegyzetben a hős is az Én kifejezést használta volna, de a történet közben ezt az író megváltoztatta Magamra (Dzsibun, 自分). Ennek eredményeképpen az egész történeten át a Magam kifejezést kezdte használni.

### Előszó
私は、その男の写真を三葉、見たことがある。
(Vatasi va, szono otoko no sasin o micuba, mitakoto ga aru.
Én már három fényképét is láttam annak az embernek. )
A mű egy olyan jelenettel kezdődik, melyben 3 képet (三葉) mutat be, egyet a gyermekkorából, egyet a középiskolás időkből. a harmadik képen egy kívülálló által furcsának leírt kép található.

### Első jegyzet
恥の多い生涯を送って来ました。
(Hadzsi no ói sógai o okuttekimasta.
Egy szégyenekkel teli életet éltem.)
Innen kezdődik a történet. A főhős kifejti, hogy neki a többi embertől mennyire eltérő érzései, gondolatai vannak, és emiatt összezavarodottá, őrültté válik. Ebből adódóan, Magam, aki nem tud emberekkel rendesen beszélgetni, utolsó emberi próbálkozásként, bohócként kezd viselkedni. Az igazi valója azonban egy olyan ember, aki érzelmek nélkül beszél a felnőttek bűneiről, aki megjátszottan, színészkedve nevet, a szolgálólányok és a férfiak is a játékszerükként használják. Ennek eredményeképpen inkább a magányt választja az álszent emberek helyett.

### Második jegyzet
Középiskolás korában már kezdett átlátszóvá válni a technikája, mely szerint bohóckodik. Mindez kezdte rémülettel eltölteni. Ezután, hogy figyelmét elterelje az emberekkel szembeni félelméről, rossz társaságba keveredett. Közéjük tartozott Horiki (堀木), aki bevezette a dohányzás, alkoholfogyasztás, örömlányok, és rossz gondolatok világába. Úgy érezte, hogy ezek a rossz emberi élet helyett a felszabadulást, gondtalanságot jelentik számára.  Azonban az akkori időkben a hirtelen kormányváltás miatt, nehéz volt megszökni a valóság elől, ezért egy forró éjszaka után egy férjes asszonnyal, kettős öngyilkosságot követtek el. Azonban, mivel egyedüli túlélője lett az esetnek, megvádolták öngyilkosság elkövetésének segítésével. Végül, mivel az apja egy befolyásos személy volt, a vádakat ejtették, sajnálatos módon mentális bajai folytatódtak.

### Harmadik jegyzet
Mivel megvádolták bűnrészességgel, ezért a felső-középiskolából kiutasították. Ezután egy férfi házába költözött, aki ideiglenesen kezeskedett érte, de amikor a férfi firtatni kezdte mit tervez a jövőjével, elszökött a házból.  Ezt követően, függetlenségét kihasználva családos nőkkel, bárban dolgozó hölgyekkel, stb. kezdett kétes testi kapcsolatokba, és tovább süllyedt a mély reménytelenségében. Közben megismert egy ártatlan lányt, kinek közelében boldogság járta át, beleszeretett a lányba. Ismeretségét Horikivel továbbra is fenntartotta, és egy beszélgetés közben, mikor a bűnről beszélgettek, eszébe jutott Fjodor Mihajlovics Dosztojevszkij Bűn és bűnhődés című műve. Közvetlen ezután egy kereskedő megerőszakolta az ártatlan lányt. Reménytelenségében és elkeseredettségében az alkohol fogyasztásba menekült. Végül, egy este véletlenül talált altatókat használva, a szeretett hölggyel együtt kettős öngyilkosságot követtek el.  Valahogy végül ismét megmenekült, de mivel a teste legyengült, és az alkoholfogyasztást sem hagyta abba, a tüdeje bevérzett. Gyógyszert kellett szednie, és a gyógyszertárban receptre kiváltható morfint szerzett a felépülése érdekében, viszont amint megízlelte az ízét, egyre többet használta, míg végül morfinmérgezést nem kapott. Rászkott a morfinra és folyamatosan kívánta, a gyógyszertárba fizette a csekkeket annak érdekében, hogy újabb és újabb adagokat kapjon. Az idő folyamán így lassan mélyebb kapcsolatba került a gyógyszertárban dolgozó hölggyel. Mivel a saját bűneit nem tudta tovább elviselni, a szüleinek küldött haza egy levelet, melyben elmagyarázta a jelenlegi helyzetét.  Küldött nekik pénzt is ártatlanságáért és a saját lelkiismerete megnyugtatása miatt. Végül, miután a férfi, aki kezeskedett róla, megkapta szülei levelét Jozó helyzetét illetően, ő és Jozó régi barátja Horiki meggyőzték, hogy menjen el egy kórházba. Jozó abban a tudatban volt, hogy egy szanatóriumba fogják küldeni, de időközben kiderült, hogy egy őrültek házába küldték. Mindezek hatására rájött, hogy ő mások által őrültnek lett elkönyvelve, és felébredt benne a felismerés, hogy mint ember, elbukott.
人間、失格。
(Ningen, Sikkaku.
Emberként, alkalmatlan.)
Pár hónappal később, visszatért szülőfalujába, ahol közömbösen, (se nem boldogan, se nem boldogtalanul) egy idősebb hölggyel élt együtt, aki párszor testi kapcsolatot is létesített vele. Az idő lassú múlásán kívül mást nem érzékelt, és sokáig élt még így zűrzavarban, miközben rájött, hogy ebben az emberinek nevezett világban csak egy igazság létezik. Végül ezzel a vallomással fejezte be történetét.

### Utószó
Az utószóban, „Én” találkozik a Madammal, és megnézik a kéziratok tartalmát, valamint a képeket, mellyel rájövünk ismeretségükre. Megkérte, hogy vigyázzon Jozóra, és tartsa biztonságban, majd a Madam elismerte neki, hogy Jozó apja rosszul van. A történet azzal zárul, hogy a Madam „isten-szerűen jó gyermeknek” nevezi Jozót.

## Karakterek
Óba Jozó (大庭葉蔵) A főhős. Tóhoku egyik gazdag családjának legkisebb gyermeke. Gyerekkora óta gyenge, fél az emberektől, és a valódi érzései elrejtése érdekében megjátssza magát. Festővé akart válni, de apja ellenezte és egy magas rangú iskolába küldte a fővároshoz közel. Egy gyönyörű fiú, aki természetesen kezeli a lányokat.
Takeicsi (竹一) Középiskolai osztálytársa Jozónak. Átlát Jozó bohóckodásán. Jozó két ígéretet tesz neki, bele fog szeretni egy nőbe, és Amedeo Modiglianitól szerzett ihletből készült depresszív stílusú önarcképet nézve, második ígéretét is elmondja, mely az, hogy híres festővé fog válni.
Horiki Maszao (堀木正雄) Tanuló a rajziskolában, ahova Jozó is jár. Jozónál 6 évvel idősebb. Jozót bevezeti a dohányzás, alkohol, örömlányok, zálogházak, stb. világába, és egy furcsa baráti kapcsolatot alakítanak ki. Jól meg tudja játszani magát. Egy szépfiú, aki erősen sötét benyomást kelt. Sitamacsiban, Aszakuszában született és nevelkedett, egy szegény geta (lábbeli) boltot vezető családban.
Cuneko (ツネ子) Pincér egy kávézóban. A környezetétől elszigetelt, magányos érzés lengi körbe. Férje börtönben van. Hirosimából származik. Jozóval együtt megpróbálták vízbe fullasztani magukat, amibe bele is halt. 22 éves.
Sizuku (シヅ子) Újságíró. Jozó mangáját ajánlja be a szerkesztőségénél. Vékony és magas. Férjét gyászolja. Jamanasiban született. 28 éves.
Sigeko (シゲ子) Sizuko lánya. Jozót apukájának szólítja. Első megjelenése alkalmával 5 éves.
Madam (マダム) A bár úrnője. Annak ellenére, hogy nő, lovagias szellemiséggel rendelkezik. Az útjába került Jozót, meleg fogadtatásban részesíti. Szeme vékony, orra kecses, alacsony termetű. A végén a kéziratokat és képeket neki küldi Jozó.
Josiko (ヨシ子) A bárral szembeni dohányboltban dolgozó hölgy. Kétséget nem ismerő, tiszta szívű tulajdonos. Megbízható zseni. Fehér, kiálló fogai vannak. Első megjelenése alkalmával 18 éves.
Hirame/Sibuta (ヒラメ(渋田)) Régiségkereskedő. Jozó apjának egyik szórakoztatóipari ismerőse. Őt kérik meg, hogy kezeskedjen Jozóért.
Én (私) Az előszó, és utószó szerzője. A bár Madamjával ismerősök, rábízza a kéziratok tartalmát és a 3 képet.

## A regény hatása az irodalomra és művészetekre
Külföldi fordítások közül, például Donald Keene angol nyelvű (No Longer Human ) fordítása és társai híresek, viszont a tengerentúlon ezt a művet a gyerekekkel szembeni szexuális elnyomás bizonyítékának tekintik. Mijadzsi Naoko (宮地尚子) Mike Lew által vezetett csoporttal elolvastatta a regényt. A véleményezők sorában volt, aki azt nyilatkozta, hogy „túl forró az olvasáshoz”, mely felbukkan a Richard Gartner által írt „Lelki trauma, és pszichoanalitikus gyógymód a szexuálisan bántalmazott férfiaknak.” című japán nyelvű fordításában.
Mijadzsi Naoko, L. Dumoos „A szülő-gyerek kapcsolat evolúciója: A gyermek mentalitásfejlődésének történelemtudománya.” című művében lévő, a dajkák szexuális visszaélésének a történelmét kutató munkákat ragadta meg. A japán nőkkel történő szexuális visszaéléseket nehezen tekintik szexuális bántalmazásnak a japánok, ezért a fiatalok elleni szexuális visszaélésekkel kapcsolatban keresett egy másik szempontot, ami alapján tovább kutathatja a témát.
2007 júniusában a Súeisa bunko új sorozatában a „Súkan Sónen Jump”-ban (週刊少年ジャンプ) Obata Kenre (小畑健) bízták a címlapképet, melyben a középpontba állította a középiskolásokat. A kiadástól számított másfél hónapon belül 75000 darabot adtak el. Ezzel a modern kori klasszikus irodalomban kivételes eladási számot elérve. 2009 októberében a Nippon TV nevű cég kérésére, a fent említett Súeisa bunko által tervezett 6 részes manga illusztrátorai készítették el az animéhez is a karakterek vázlatát. Végül ők készítették a televízióban is leadott Aoi Bungaku Series (青い文学シリーズ) című anime első 4 részének a rajzát. Az ábrázolásuk Obata Kenhez köthető.
2009 májusában, Dazai Oszamu születésének 100. évfordulójára rendezett megemlékezésen bejelentették, hogy megfilmesítik a Ningen Sikkakut, amelyet Arato Gendzsiró (荒戸源次郎) rendezőre bíztak. Ez volt az első próbálkozása a regény megfilmesítésének. A főszereplő Ikuta Tóma (生田斗真) lett. A forgatás ugyan azon év júliusáig tartott, majd a filmet 2010 február 20-án kezdték el vetíteni az Japánszerte a mozikban.

## Feldolgozásai
Film
2009 májusában Dazai Oszamu születésének 100. évfordulójára készült megemlékezésen jelentették be a film készítését, a rendezést Arato Gendzsiróra rendezőre bízták. A forgatás ugyan azon év júliusáig tartott, majd a filmet 2010 február 20-án kezdték el vetíteni Japánszerte a mozikban.
Szereplők:
- Óba Jozó: Ikuta Tóma
- Óba Jozó fiatalkori énje: Okajama Tomoki (岡山智樹)
- Horiki Maszao: Iszeja Júszuke (伊勢谷友介)
- Cuneko: Teradzsima Sinobu (寺島しのぶ)
- Josiko: Isihara Szatomi (石原さとみ)
- Takeda Sizuko (武田静子): Koike Eiko (小池栄子)
- Reiko (礼子): Szakai Maki (坂井真紀)
- Kotobuki (寿): Muroi Sigeru (室井滋)
- Hirame/Sibuta: Isibasi Rendzsi (石橋蓮司)
- Ibusze Maszaudzsi (井伏鱒二): Ogata Kanta (緒形幹太)
- Nakahara Csúja (中原中也): Morita Gó (森田剛)
- Horiki apja: Maro Akadzsi (麿赤兒)
- Horiki anyja: Ezava Moeko (絵沢萠子)
- Ricuko (律子): Ókuszu Micsijo (大楠道代)
- Tecu (鉄): Mita Josiko (三田佳子)

Stáb:
- Rendező: Arato Gendzsiró
- Forgatókönyv: Uraszava Josio (浦沢義雄), Szuzuki Toja (鈴木棟也)
- Fényképész: Hamada Takesi (浜田毅)
- Szerkesztő: Okuhara Josijuki (奥原好幸)
- Művészeti vezető: Imamura Cutomu (今村力)
- Zene: Nakadzsima Nobujuki (中島ノブユキ)
- Festmények: Terakado Takajuki (寺門孝之)
- Jelmeztervező: Mijamoto Maszae (宮本まさ江)
- Tervező/ Ügyvezető producer: Kadokawa Cuguhiko (角川歴彦)
- Gyártó: Kadokawa film
- Támogatók: Kadokawa film, Pony Canyon, Kadokawa Soten (角川書店), Sony  PLC, Jay Storm, Jomiuri Simbun (読売新聞)

Anime
2010. október 10-től a Nippon TV áltat futott adásban, Aoi Bungaku Series címen, melynek az első 4 részében dolgozzák fel. 
Rádió dráma
2009. május 4-én a J-Wave adásában „Art Of Words~ Szakurai Só no ’Ningen Sikkaku’” (Art Of Words〜櫻井翔の『人間失格』) címen futott. Melynek főszereplője Szakurai Só (櫻井翔) volt. A rádió drámában egy Inosze Naoki (猪瀬直樹) kontra Szakurai Só párbeszédet is hallhattak.
Manga
- Ningen Sikkakut alapul vevő mangák:
- Ningen Sikkaku – rajzolta: Hokocsi Szakuja (比古地朔弥).
- Ningen Sikkaku – rajzolta: Furuja Uszamaru (古屋兎丸). A „Súkan Komikku Bancsiban” (週刊コミックバンチ) jelent meg.
- Ningen Sikkaku-kai – rajzolta: Ninosze Jaszunori (二ノ瀬泰徳). A „Csanpion Redben” (チャンピオンRED) jelent meg.
- Ningen Sikkaku – rajzolta: Itó Dsundzsi (伊藤潤二). A „Biggu Komikku Oridzsinaru” (ビッグコミックオリジナル)  2017-es év 10. számától 2018-as év 9. számáig futó képregénysorozat.

## Publikációk a könyv hatására, zenei művek
- „Bungaku Sódzso” sorozat 1. fejezete, a „Bungaku Sódzso to Sinitagari no Dóke (Piero) ” (文学少女”と死にたがりの道化（ピエロ）), a Ningen Sikkakuből merít ihletet.
- „Ningen, Sikkaku- Tatoeba Boku ga Sindara” (人間・失格〜たとえばぼくが死んだら ). - A címmel kapcsolatban, nem kaptak engedélyt a gyászoló családtól, hogy Ningen Sikkakuként írják. A tartalma nem áll semmilyen kapcsolatban az eredeti művel.
- „Szajonara Zecubó szenszei” (さよなら絶望先生) – A főhős, Itosiki Nozomu személye Óba Jozóról vagy, magáról Dazai Oszamuról lett mintázva.
- Rainy Soul – A Garnet Crow nevű japán banda által írt dal.
- Ningen Sikkaku – A Sophia nevű japán banda által írt dal.
- Ningen Sikkaku (人間失覚) – Valshe japán énekesnő által éneket dal.
- Ingansilgyeog (인간실격) – Az All Sum (알섬) nevű koreai banda dala.
- Ningen Sikkaku – Neru által énekelt Vocaloid által szerkesztett dal.

## Magyar kiadása
- Többé nem ember; ford. Bagyó Johanna; Atlantic Press, Budapest, 2024

## Fordítás
- Ez a szócikk részben vagy egészben  a(z)   人間失格 című japán Wikipédia-szócikk ezen változatának fordításán alapul.  Az eredeti cikk szerkesztőit annak laptörténete sorolja fel. Ez a jelzés csupán a megfogalmazás eredetét és a szerzői jogokat jelzi, nem szolgál a cikkben szereplő információk forrásmegjelöléseként.